# The Lords of Salem
The Lords of Salem is een Amerikaanse horrorfilm uit 2012 geschreven en geregisseerd door Rob Zombie.

## Verhaal
Heidi LaRoc presenteert samen met Herman 'Whitey' Salvador en Herman 'Munster' Jackson een programma voor een radiostation in Salem. Dit is dezelfde plaats waar in 1696 een groep vrouwen onder aanvoering van Margaret Morgan is verbrand op de brandstapel vanwege het aanbidden van Satan.
Op een dag wordt er op het radiostation een houten kist bezorgd voor Heidi, met als afzender 'The Lords'. Hierin zit een lp. Whitey en zij gaan naar huis en spelen hem af. De plaat bevat een geluidsfragment van enkele tonen dat daarna steeds wordt herhaald. Terwijl de muziek speelt, wordt Heidi overspoeld met beelden uit het verleden. Hierin ziet ze Margaret Morgan en een groep vrouwen Satan aanbidden terwijl ze een kind ritueel ter wereld brengen en vervloeken. Zodra Whitey de plaat afzet, komt Heidi bij haar positieven.
De volgende dag interviewen Heidi, Whitey en Munster in hun programma auteur Francis Matthias. Hij heeft een boek geschreven over de heksenprocessen van Salem. Ze vertellen hem ook over de plaat en spelen hem af. Terwijl ze dit doen, raken alle vrouwelijke luisteraars in Salem in trance. Eenmaal thuis blijft de naam 'The Lords' Matthias bezighouden. Diezelfde avond nodigt Heidi's huisbaas Lacy haar uit om samen met haar en haar vriendinnen Sonny en Megan een wijntje te drinken. De sfeer slaat om wanneer Megan Heidi's hand leest. Ze vertelt Heidi dat het haar lot is om te bezwijken onder duistere seksuele verlangens. Voor Heidi is dit het teken om naar huis te gaan. Eenmaal binnen gaat ze appartement nummer 5 in, drie deuren naast het hare. Dit zou leeg staan. Ze ondergaat hier visioenen tot ze wakker wordt in haar eigen bed.
Heidi voelt zich steeds slechter. Ze bezoekt een kerk om tot rust te komen en na te denken. Binnen valt ze in slaap en droomt ze dat de priester haar dwingt tot fellatio. Matthias doet onderzoek naar de muziek op de lp en vindt die terug in een boek over hekserij. Volgens de auteur beschuldigde een geestelijke genaamd Jonathan Hawthorne een groep vrouwen er in 1696 van deze muziek te hebben gecreëerd om de vrouwen in Salem in hun macht te krijgen. Hawthorne liet hen daarom verbranden op de brandstapel. De vrouwen kregen de bijnaam 'The Lords of Salem'. Voor ze stierf, vervloekte leidster Margaret Morgan Hawthorne; een van zijn nazaten zou ooit het kind van Satan ter wereld brengen. Matthias achterhaalt daarna dat Heidi eigenlijk Adelaide Hawthorne heet en een afstammeling van Jonathan Hawthorne is.
Het radiostation waar Heidi werkt geeft kaartjes weg voor een concert van de The Lords, die Munster The Lords of Salem noemt. Door het steeds weer horen van de muziek voelt Heidi zich zo slecht dat ze zich verdooft met drugs. Thuis brengen Lacy, Sonny en Megan haar naar appartement 5. Achter de voordeur hiervan huist inmiddels een groot operagebouw. Op een troon bovenaan een trap zit een demon. Hij grijpt Heidi met zijn tentakels.
Matthias wil Heidi bezoeken om haar te vertellen over haar afkomst. Lacy liegt dat ze er niet is. Ze nodigt Matthias uit om bij haar thuis op Heidi te wachten. Hier slaat Sonny hem de hersens in. Whitey haalt Heidi 's avonds op voor het concert van The Lords of Salem. Ze gaat alleen naar binnen. Verdwaasd wordt ze deelgenoot gemaakt van een satanisch ritueel van Lacy, Sonny en Megan waarbij ook Margaret Morgan en haar heksenkring zich aansluiten. Weer dezelfde muziek maakt dat het geheel uit vrouwen uit Salem bestaande publiek haar kleren uittrekt en het podium opgaat. Heidi ondergaat verdwaasd een reeks surrealistische visioenen. Margaret Morgan en de heksenkring helpen haar daarna met bevallen en moeder te worden van het nageslacht van Satan.
Een radiobulletin doet de volgende morgen melding van de vondst van 32 dode vrouwen in wat een gezamenlijke zelfmoordactie lijkt. Deze vrouwen waren allemaal afstammelingen van de oorspronkelijke bewoners van Salem in 1636. Het bulletin meldt ook dat Heidi LaRoc wordt vermist.

## Rolverdeling
- Sheri Moon - Heidi LaRoc
- Jeff Daniel Phillips - Herman 'Whitey' Salvador
- Ken Foree - Herman 'Munster' Jackson
- Bruce Davison - Francis Matthias
- Judy Geeson - Lacy Doyle
- Dee Wallace - Sonny
- Patricia Quinn - Megan
- Meg Foster - Margaret Morgan
- Maria Conchita Alonso - Alice Matthias
- Andrew Prine - Jonathan Hawthorne
- Michael Berryman - Virgil Magnus
- Sid Haig - Dean Magnus
- Bonita Friedericy - Abigail Hennessey
- Nancy Linehan Charles - Clovis Hales

## Achtergrond
Zombie bracht in maart 2013 ook een boekversie uit van The Lords of Salem, geschreven samen met Brian Evenson. Het verhaal hierin is aanzienlijk anders dan dat in de film; het boek is gebaseerd op de eerste versie van het script en de film op de laatste. Het boek kwam op 31 maart 2013 binnen op de 35e plaats van de New York Times Bestseller List.